# (152558) 1990 SA
1990 أس أي (ويعرف أيضًا باسم (152558) 1990 أس أي وفق تسمية الكوكب الصغير) (بالإنجليزية: 1990 SA)‏ هو كويكب ضمن حزام الكويكبات؛ وترتيبه 152558 من حيث الاكتشاف.
اكتُشف هذا الجُرم الفلكي بواسطة روبرت إتش ماكنوت في 16 سبتمبر 1990.

## وصلات خارجية
- (152558) 1990 SA في قاعدة بيانات مختبر الدفع النفاث لأجرام النظام الشمسي الصغيرة

- الاكتشاف · مخطط المدار ·  العناصر المدارية · المعلمات المادية

- (152558) 1990 SA على موقع ويكي سكاي: DSS2, SDSS, GALEX, IRAS, Hydrogen α, X-Ray, Astrophoto, Sky Map, Articles and images